# Broken Glass
Broken Glass was een Britse bluesrockband, die in 1975 werd geformeerd en in 1977 werd ontbonden.

## Bezetting
- Stan Webb (gitaar, zang)
- Robbie Blunt[1] (gitaar, zang)
- Keef Hartley[2] (drums)
- Bob Rawlinson (bas)
- Mac Poole[3] (drums)

## Geschiedenis
In november 1975 namen ze hun enige album Broken Glass op. Producent was Tony Ashton, die ook keyboard speelde. Daarnaast werkte Miller Anderson (gitaar) mee, wiens naam als auteur van enkele stukken echter uit contractuele redenen niet genoemd werd. In 1977 werd de band ontbonden, toen Webb zijn oorspronkelijke band Chicken Shack weer in ere herstelde.

## Discografie

### Album
- 1975: Broken Glass